# Estação Ferroviária de Águeda

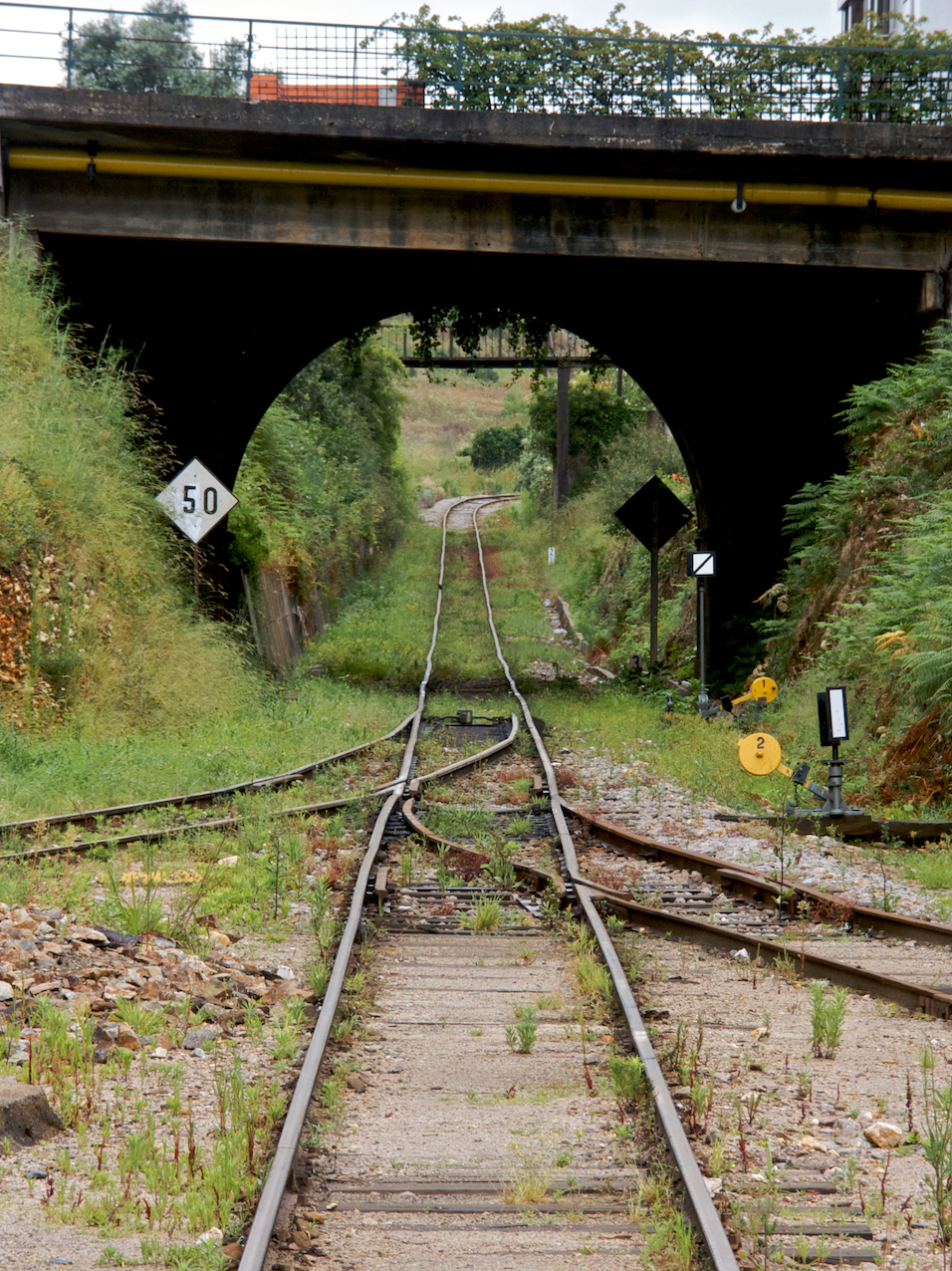
Vista para leste da estação de Águeda, em 2008.

A estação ferroviária de Águeda é uma interface do Ramal de Aveiro, que serve a localidade de Águeda, no Distrito de Aveiro, em Portugal.

## Descrição

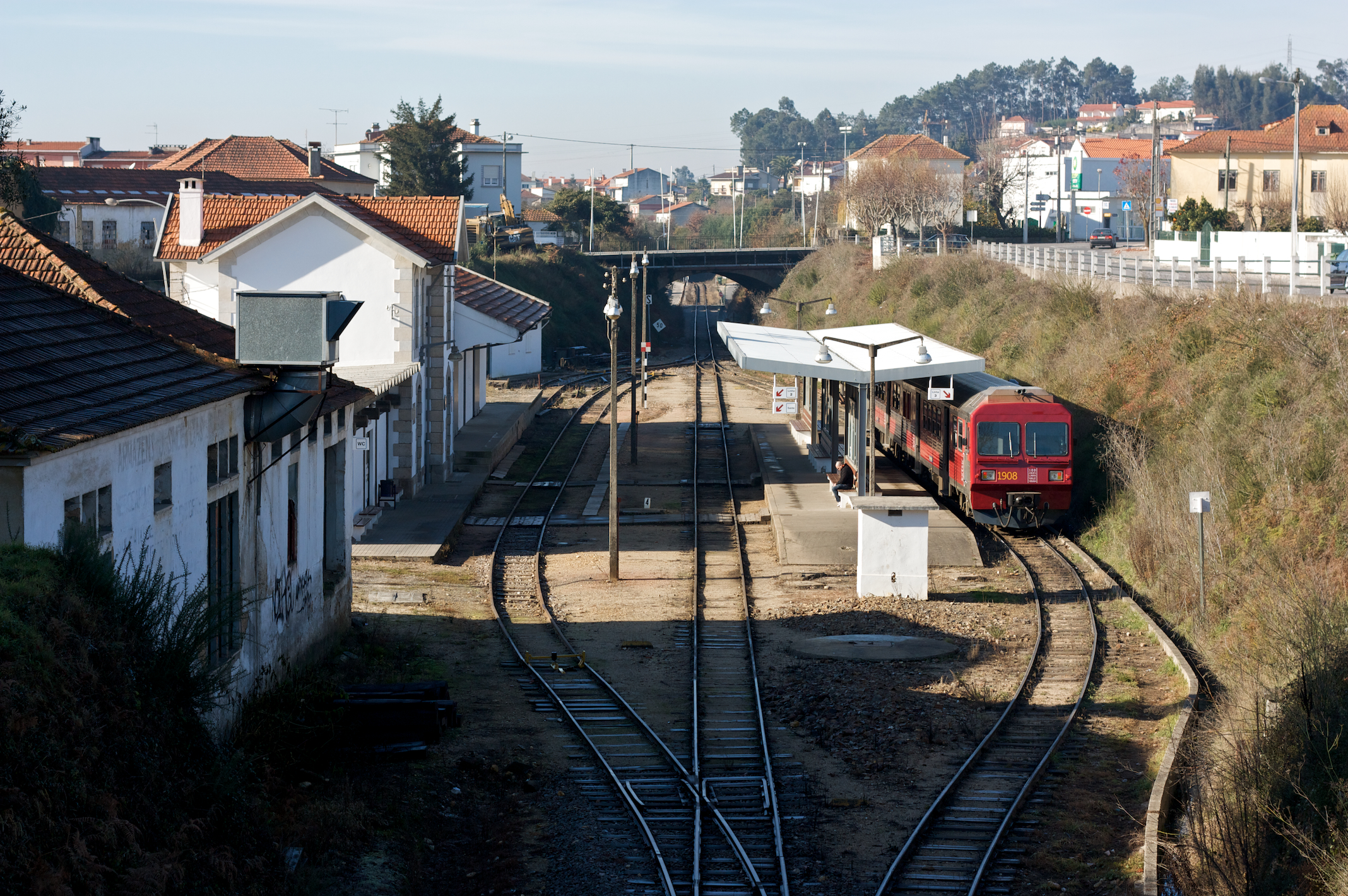
A estação de Águeda, em 2008.

### Localização e acessos
Tem acesso pelo Largo da Estação, na localidade de Águeda.

### Caraterização física
A superfície dos carris (plano de rolamento) da estação ferroviária de Águeda ao PK 14+400 situa-se à altitude de 3195 cm acima do nível médio das águas do mar. O edifício de passageiros situa-se do lado sul da via (lado esquerdo do sentido ascendente, para Aveiro).

### Serviços
Em dados de 2022, esta interface é servida por comboios de passageiros da C.P. de tipo regional, com onze circulações diárias em cada sentido, entre Aveiro e Sernada do Vouga (três destas encurtadas a Águeda ou a Macinhata do Vouga).

## História

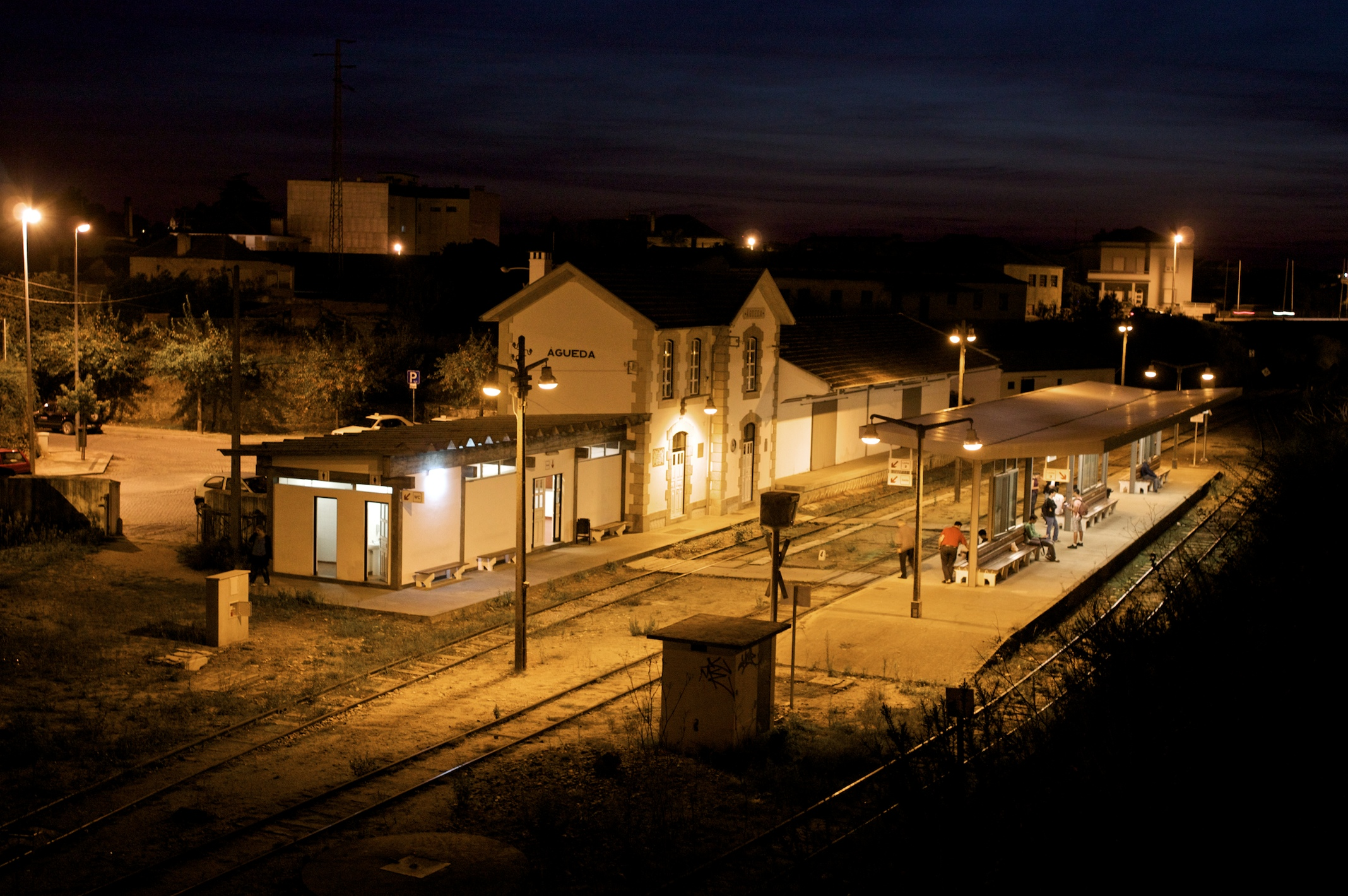
Vista da estação de Águeda durante a noite, em 2009.

Aquando do planeamento da rede ferroviária do Vale do Vouga, na transição para o séc. XX, já se previa que uma das localidades mais importantes a serem servidos pelo novo caminho de ferro seria a vila de Águeda. Com efeito, o traçado do ramal foi modificado de forma a servir a vila, apesar deste desvio ter aumentado consideravelmente a sua extensão. Esta interface insere-se no lanço de Aveiro a Albergaria-a-Velha da rede ferroviária do Vouga, que foi inaugurado em 8 de Setembro de 1911, pela Compagnie Française pour la Construction et Exploitation des Chemins de Fer à l'Étranger.
Em 1933, foi realizada uma exposição de âmbito regional na estação de Águeda, no contexto do I Congresso Regional Ferroviário.

Em 1 de Janeiro de 1947, a gestão da rede do Vouga passou a ser feita pela Companhia dos Caminhos de Ferro Portugueses.

## Leitura recomendada
- JESUS, Maria Clara Domingues de. «A linha do Vale do Vouga: a estação de Águeda (Trabalho apresentado na Faculdade de Letras da Universidade de Coimbra no Seminário Científico-Pedagógico – História Património Industrial, Investigação e Ensino)». Coimbra: Universidade de Coimbra